# 4 in the Morning
"4 in the Morning" é uma canção pop escrita por Gwen Stefani e Tony Kanal para o segundo álbum solo de Stefani, The Sweet Escape. A canção é inspirada em baladas da década de 80; Stefani escreveu enquanto estava grávida e terminou a composição com o colega de banda do No Doubt, Tony Kanal. Foi lançada como sendo o terceiro single em 2007 (ver 2007 na música). Stefani considera "4 in the Morning" sua canção favorita do álbum.

## Videoclipe
No videoclipe, dirigido por Sophie Muller, Gwen inicia o video gravando um video para seu ex-namorado, isto às 4 da manhã, acompanhando a música. Logo após, Gwen aparece chorando em uma banheira e depois ela sai de sua casa e vaga sem destino pela cidade.
"4 In The Morning" estreou no First Look do TRL da MTV Americana em 27 de Abril e sua melhor posição foi a número 7.

## Formatos e faixas
CD Single
1. "4 in the Morning" (Versão do Álbum) - 4:51
2. "4 in the Morning" (Edição de Thin White Duke) - 4:55

CD Maxi-single alemão
1. "4 in the Morning" (Versão do Álbum) - 4:51
2. "4 in the Morning" (Edição de Thin White Duke) - 4:55
3. "4 in the Morning" (Remix de Oskar the Punk) - 5:44

CD Single australiano
1. "4 in the Morning" (Versão do Álbum) - 4:51
2. "4 in the Morning" (Edição de Thin White Duke) - 4:55
3. "4 in the Morning" (Remix de Oskar the Punk) - 5:44
4. "4 in the Morning" (Videoclipe) - 4:26

CD Single promocional europeu
1. "4 in the Morning" (Edição de Rádio) - 4:09

## Performance nas paradas
| Chart (2007)                           | Melhor Posição |
| -------------------------------------- | -------------- |
| Austrália                              | 9              |
| Áustria                                | 18             |
| Hot 100 Canadá                         | 17             |
| Dinamarca Top 40                       | 14             |
| Europa Chart                           | 9              |
| European Hot100                        | 27             |
| França Singles Chart                   | 21             |
| Alemanha Singles Chart                 | 18             |
| Irlanda Singles Chart                  | 12             |
| Nova Zelândia Singles Chart            | 5              |
| Suécia Singles Chart                   | 30             |
| Reino Unido Singles Chart              | 22             |
| Chart Mundial                          | 9              |
| U.S. Billboard Hot 100                 | 54             |
| U.S. Billboard Hot Adult Top 40 Tracks | 18             |
| U.S. Billboard Hot Dance Club Play     | 2              |
| U.S. Billboard Pop 100                 | 16             |
| U.S. Billboard Top 40 Mainstream       | 16             |
| U.S. Billboard Radio Songs             | 60             |
| U.S. Billboard Digital Songs           | 51             |
| U.S. Billboard Adult Contemporany      | 25             |
| U.S. BillboardAdult Pop Songs          | 16             |